# Blåval
Blåval (Balaenoptera musculus) är en fenval. Vuxna blåvalar kan bli mer än 30 meter långa och den högsta registrerade vikten är nästan 177 ton. Blåvalen är världens största och tyngsta djur. Den lever främst av krill, och uppnår människans snittålder.

## Utbredning och systematik
Blåvalen delas upp i fyra underarter: B. m. musculus, B. m. brevicauda, B. m. indica och B. m. intermedia. Underarten musculus förekommer i norra Atlanten och norra Stilla havet, intermedia i Södra oceanen och brevicauda i Indiska oceanen och södra Stilla havet. 

## Utseende och anatomi
Blåvalen har en lång, kraftig kropp som, om den jämförs med andra valar, är mer långsträckt. Huvudet är platt och ovanifrån sett format som ett U. Ryggsidan kan ha diverse olika nyanser av blåaktigt grått medan buksidan är något ljusare. I den främre delen av munnen finns det runt 300 barder, som tillsammans fungerar som en stor sil. Barderna kan bli upp till en meter långa och tungan väger cirka 2,7 ton.[källa behövs] Fullvuxna blåvalar kan bli mellan 20 och 30 meter långa. Ryggfenan är ganska liten och formen varierar individuellt. En fullvuxen blåval på omkring 27 meter uppskattas väga 150 till 200 ton. Den högsta registrerade vikten ska ha varit 176 792 kg på en 33,27 meter lång individ fångad 1921; det finns dock osäkra uppgifter på ännu tyngre valar. Ett exempel är en hona på 27,6 meter, som enligt uppgift vägde 187 ton och som fångades av den sovjetiska valfångstflottan år 1947. Som storleksjämförelse väger en afrikansk elefant, idag världens största djur på land, knappt 6 ton i snitt. Blåvalen är så vitt man vet det största och tyngsta djur som någonsin existerat, såvida inte en utdöd fisködla eller den långhalsade dinosaurien Bruhathkayosaurus var tyngre, då båda kan ha vägt över 200 ton.

## Ekologi
Blåvalen dyker lodrätt ner i djupet med hjälp av de starka ryggmusklerna som rör den bakre delen av kroppen och stjärtfenan upp och ned. Den dyker vanligtvis ned till ett maximalt djup på cirka 200 meter. Väl uppe vid ytan igen blåser valen ut den varma luften från lungorna, blandad med slem och havsvatten, upp till 9 meters höjd. Blåvalen stannar vanligen 10 till 20 minuter under vattenytan och sedan blåser den 8 till 15 gånger. I motsats till andra släktmedlemmar lyfter arten stjärtfenan innan den dyker.
Liksom för de andra bardvalarna består dess diet nästan uteslutande av de små kräftdjur som kallas krill. När valen äter, fyller den munnen med havsvatten, som sedan silas ut genom barderna. På insidan fastnar då krillen och annan föda.
En vuxen blåval äter upp till fyra ton föda per dag. Arten simmar vanligen med en hastighet av 22 km/h men vid behov når den en hastighet av 48 km/h.
Fortplantningen sker under den kalla årstiden och sträcker sig vanligen över 6 månader. Det medför att individer från nordliga populationer inte kan para sig med exemplar från södra halvklotet (enstaka undantag finns). En hona föder allmänt vartannat år en unge efter en 10 till 12 månader lång dräktighet. Ungen, som vid födseln normalt är 7 meter lång och väger omkring 3 ton, diar sin mor 6 till 7 månader och ökar då sin vikt med omkring 90 kg per dygn. Efter ytterligare 6 till 7 månader blir honan åter brunstig. Blåvalen uppnår människans medelålder, och den äldsta kända blåvalen blev 110 år.

## Status och hot
Blåvalarna förekom rikligt i nästan alla hav fram till början av 1900-talet. Under mer än ett århundrade jagades den av valjägare så att den nästan dog ut. År 1966 förbjöds kommersiell jakt på blåval av det internationella samfundet. En rapport från 2002 uppskattade antalet blåvalar i hela världen till mellan 5 000 och 12 000 individer. I mitten av 2016 uppskattade IUCN det totala antalet till mellan 10 000 och 25 000 vilket innebär mellan 5 000-15 000 adulta individer.
Innan valjakten påbörjades fanns den största blåvalspopulationen i Antarktis, med omkring 250 000 individer. Det återstår endast mycket mindre koncentrationer (ungefär 2 000) i vardera av de tre grupperna i norra Stilla havet, Södra oceanen och Indiska oceanen. Det finns två ytterligare grupper i norra Atlanten och minst två på södra halvklotet. År 2014 hade populationen i nordöstra Stilla havet nästan återtagit den storlek som rådde där innan valfångsten där påbörjades.
Tidskriften Marine Mammal Science publicerade en studie som indikerar att populationen utanför Nordamerikas västkust (vilket inkluderar USA:s västkust) har återhämtat sig fullständigt. Antalet individer i havsområdet är cirka 2 200. Det motsvarar 97 procent av den ursprungliga populationen i denna del av Stilla havet, enligt matematiska modeller. Studien har letts av ekologen Cole Monnahan vid University of Washington i Seattle och enligt honom är det troligen den första populationen av blåvalar i något av världshaven som repat sig efter den omfattande jakten som skedde under de första decennierna av 1900-talet.